# 31-й гонведный Веспремский пехотный полк
31-й гонведный Веспремский пехотный полк (венг. Veszprémi 31. honvéd gyalogezred, нем. Veszprémer Landwehr-Infanterieregiment Nr. 31) — пехотный полк Королевского венгерского гонведа вооружённых сил Австро-Венгрии.

## История
Полк образован в 1886 году. Штаб — Веспрем. Полковой цвет — серый с золотом. Этнический состав полка по состоянию на 1914 год: 92% — венгры. 1-й и 2-й батальон полка размещались в Веспреме, 3-й — в Тата.
В 1914 году полк в составе 82-й пехотной бригады, 41-й пехотной дивизии гонведа и 16-го корпуса 3-й армии Австро-Венгрии участвовал в Первой мировой войне на Восточном фронте. 13 ноября 1914 года в боях за деревни Бржеско-Старе и Смиловице полк был разгромлен авангардом 33-й пехотной дивизии Русской императорской армии под командованием полковника Г. В. Покровского: в плен попали 22 офицера, 1311 солдат и 4 пулемёта вместе со знаменем полка. Покровский был удостоен ордена Святого Георгия IV степени за этот подвиг.